# Ischnomesus bacillopsis
Ischnomesus bacillopsis là một loài chân đều trong họ Ischnomesidae. Loài này được Barnard miêu tả khoa học năm 1920.